# Cassie Jaye
Cassie Jaye (født Cassandra Patricia Nelson; 1. maj 1986) er en amerikansk skuespiller og dokumentarist. Hun fik international opmærksomhed for sin dokumentarfilm The Red Pill, der blev anset som kontroversiel i flere lande. Filmen tog oprindeligt udgangspunkt i et kritisk syn på Mens Rights Activists, men det ændrede sig undervejs og tonen blev vendt til et mere sympatisk syn. Hendes oplevelser med skabelsen af filmen og den efterfølgende mediebevågenhed har medført at hun ikke længere identificer sig som feminist.

## Opvækst
Hun er født i Fort Sill, Oklahoma, USA, men tilbragte det meste af sin barndom i Brier, Washington. Da Jaye var 8 år begyndte hun at optræde i Taproot Theatre Company i Seattle. Da hun var 15 år gammel flyttede hun til Las Vegas, Nevada, hvor hun tog filmskuespille undervisning, inden hun som 18-årig besluttede at flytte til Los Angeles.

## Karriere
Mellem 2004-2008 medvirkede hun i adskillige uafhængige film og reklamer i L.A., men under strejken i 2007-2008 hos Writers Guild of America besluttede Jaye at gå bag kameraet for at instruere og producere dokumentarfilm. I februar 2008 grundlagde hun Jaye Bird Productions og instruerede sin første dokumentarfilm Daddy I Do.
Daddy I Do havde premiere i 2010 og vandt adskillige priser på filmfestivaler rundt om i verdenen og blev et uddannelsesværktøj til promovering af Comprehensive Sexual Education i amerikanske skoler. Daddy I Dos succes fik Jaye til at fortsætte med instruktionen. I februar 2012 havde Jayes anden dokumentarfilm premiere The Right to Love: An American Family, der beskriver kampen for homoseksuelles ret til blive viet i Californien og vandt fire Telly Awards.
Jaye har også rettet mange kortfilmsdokumentarer, herunder: Faces Overlooked, som fortalte om Marin Countys skjulte sultekrise; Making Mothers Visible, som blev oprettet for International Museum of Women; The Story of GoldieBlox, som vandt publikums favoritprisen i Morgan Spurlocks Focus Forward Filmmaker Competition; og Emily's Oz, en dokumentarisk annoncekampagne, som Jaye instruerede til Xfinity Comcast.